# Jim DeMint
James Warren (Jim) DeMint (Greenville (South Carolina), 2 september 1951) is een Amerikaans politicus voor de Republikeinse Partij. Hij was van 2005 tot 2013 senator voor de staat South Carolina, en van 1999 tot 2004 afgevaardigde voor het 4e congresdistrict van die deelstaat. DeMint trad in 2013 af als senator om directeur te worden van de Heritage Foundation, een conservatieve denktank. Die functie bekleedde hij tot 2017.
De ouders van DeMint scheidden toen hij vier was. Hij bezocht de University of Tennessee en de Clemson University. Na zijn studie bezat hij een marktonderzoekbureau in Greenville.
Hij is getrouwd met zijn jeugdliefde Debbie Henderson. Zij hebben vier kinderen.

## Politieke carrière
In 1998 stelde DeMint zich verkiesbaar voor het Huis van Afgevaardigden en werd gekozen. Zonder moeite werd hij tweemaal herkozen. In 2004 werd hij gekozen in de Senaat, onder andere dankzij de steun van president George W. Bush. Dit was de eerste keer in de geschiedenis van South Carolina dat twee Republikeinse senatoren (DeMint en Lindsey Graham) de staat vertegenwoordigden.
DeMint zorgde voor enige controverse door tijdens zijn verkiezingscampagne te stellen dat mensen die openlijk homoseksueel zijn wat hem betreft niet voor de klas zouden mogen staan, hoewel hij dit in een later stadium afzwakte.
Hij wordt gezien als een van de meeste conservatieve leden van de senaat. Zo is DeMint tegen alle vormen van abortus. Hij is tegen alle vormen van amnestie voor illegale immigranten en zou ze het liefst zien terugkeren naar het land van herkomst. Hij heeft aangegeven de Republikeinse Partij te verlaten wanneer zij meewerkt aan een amnestie-programma voor deze groep.
Op 6 december 2012 kondigt DeMint aan in januari 2013 te stoppen als senator en wordt de nieuwe directeur van de conservatieve 'denktank' The Heritage Foundation.
Alabama: Tuberville (R) · Britt (R)
Alaska: Murkowski (R) · Sullivan (R)
Arizona: Kelly (D) · Gallego (D)
Arkansas: Boozman (R) · Cotton (R)
Californië: Padilla (D) · Schiff (D)
Colorado: Bennet (D) · Hickenlooper (D)
Connecticut: Blumenthal (D) · Murphy (D)
Delaware: Coons (D) · Blunt Rochester (D)
Florida: R. Scott (R) · Moody (R)
Georgia: Ossoff (D) · Warnock (D)
Hawaï: Schatz (D) · Hirono (D)
Idaho: Crapo (R) · Risch (R)
Illinois: Durbin (D) · Duckworth (D)
Indiana: Young (R) · Banks (R)
Iowa: Grassley (R) · Ernst (R)
Kansas: Moran (R) · Marshall (R)
Kentucky: McConnell (R) · Paul (R)
Louisiana: Cassidy (R) · Kennedy (R)
Maine: Collins (R) · King (O)
Maryland: Van Hollen (D) · Alsobrooks (D)
Massachusetts: Warren (D) · Markey (D)
Michigan: Peters (D) · Slotkin (D)
Minnesota: Klobuchar (D) · Smith (D)
Mississippi: Wicker (R) · Hyde-Smith (R)
Missouri: Hawley (R) · Schmitt (R)
Montana: Daines (R) · Sheehy (R)
Nebraska: Fischer (R) · Ricketts (R)
Nevada: Cortez Masto (D) · Rosen (D)
New Hampshire: Shaheen (D) · Hassan (D)
New Jersey: Booker (D) · Kim (D)
New Mexico: Heinrich (D) · Luján (D)
New York: Schumer (D) · Gillibrand (D)
North Carolina: Tillis (R) · Budd (R)
North Dakota: Hoeven (R) · Cramer (R)
Ohio: Moreno (R) · Husted (R)
Oklahoma: Lankford (R) · Mullin (R)
Oregon: Wyden (D) · Merkley (D)
Pennsylvania: Fetterman (D) · McCormick (R)
Rhode Island: Reed (D) · Whitehouse (D)
South Carolina: Graham (R) · T. Scott (R)
South Dakota: Thune (R) · Rounds (R)
Tennessee: Blackburn (R) · Hagerty (R)
Texas: Cornyn (R) · Cruz (R)
Utah: Lee (R) · Curtis (R)
Vermont: Sanders (O) · Welch (D)
Virginia: Warner (D) · Kaine (D)
Washington: Murray (D) · Cantwell (D)
West Virginia: Moore Capito (R) · Justice (R)
Wisconsin: Johnson (R) · Baldwin (D)
Wyoming: Barrasso (R) · Lummis (R)
(D): Democraat · (R): Republikein · (O): Onafhankelijk
- Gemeinsame Normdatei: 1020455780
- International Standard Name Identifier: 0000 0000 4970 3330
- Library of Congress Control Number: nr2001028946
- Nationale Bibliotheek van Israël: 987007327237005171
- Biographical Directory of the United States Congress: D000595
- Virtual International Authority File: 61474933
- WorldCat: E39PBJrcmtct4mvmCd8jThkRrq